# Apollo et Hyacinthus
Apollo et Hyacinthus seu Hyacinthi metamorphosis (Apolo e Jacinto ou metamorfoses de Jacinto) é uma ópera em latim, composta por Wolfgang Amadeus Mozart em 1766 e 1767 com base no texto de R. Widl. Leva o número KV 38. Surgiu por encargo da Universidade de Salzburgo, como complemento musical a uma tragédia que seria representada ao final do curso, o drama escolástico Clementia Croesi (A clemência  de Creso). Estreou em 13 de maio de 1767 na Aula Magna da Universidade de Salzburgo. É um intermédio musical dentro do estilo da ópera barroca italiana.

## Personagens
| Oebalus, (Ébalo, rei de Esparta, pai de Mélia)                           | tenor            |
| Melia, (filha de Ébalo)                                                  | soprano travesti |
| Hyacinthus, (Jacinto, filho de Ébalo)                                    | soprano          |
| Apollo, (Apolo, deus do Olimpo)                                          | contralto        |
| Zephyrus, (Céfiro, amigo de Jacinto)                                     | contralto        |
| Sacrificulus Apollonis primus e secundus, (Primeiro e Segundo Sacerdote) | baixo            |

## Sinopse

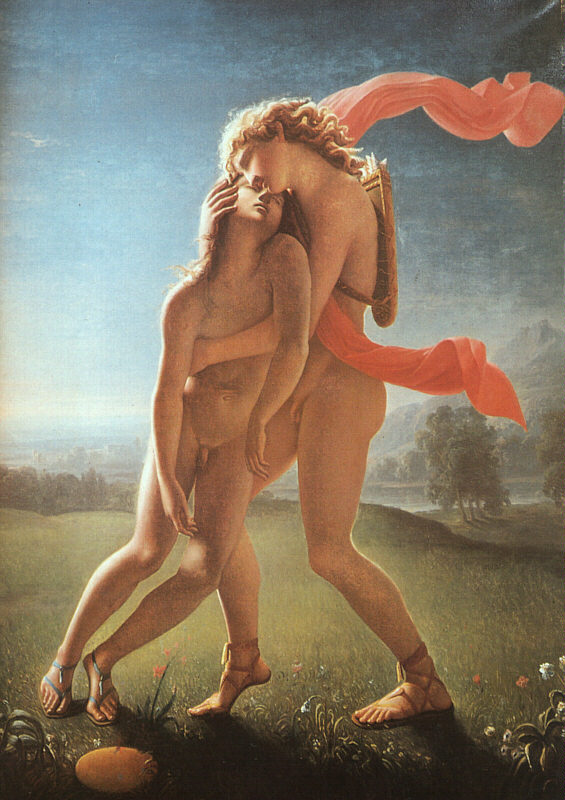
A morte de Jacinto.

### Ato I
O interlúdio começa com um breve recitativo. Oebalus e o filho, Hyacinthus, estão preparando uma oferenda ao deus Apolo. Zephyrus, que não se agradou de Apollo, alega que os sacrifícios também devem ser feitos a outros deuses. As palavras de Zephyrus acabam irritando Apolo, e ainda um breve coro canta em honra do deus não satisfeita. Ele envia um raio para derrubar o vinho do sacrifício, extinguir o fogo e dispersar todas aquelas recolhidas. Hyacinthus, no entanto, não está preocupado com os deuses, canta lá "tornando-se apenso ao homem, embora mantendo a sua autoridade, tanto pela bondade e pela ameaça". Apolo de repente apareceu disfarçado como um pastor. Vem e diz que quer casar com Melia, Hyacinthe da irmã. "Ai!" Zephyr grita, "Apollo moscas-me, por isso, que eu gosto!"

### Ato II
Melia e Oebalus expressam sua alegria em sua sorte. "Em nossa casa está um dos deuses", diz Oebalus. Melia pergunta o que aconteceu com Apollo, ele disse que passou a lançar o disco no campo com Hyacinthus e Zephyrus. Zephyrus vem com uma terrível notícia: Hyacinthus foi atingido e morto por um disco lançado por Apollo. Oebalus parte em busca de seu filho. Em um aparte, Zephyrus admite ter morto Hyacinthus. Quando aparece Apolo, o deus estava tão irritado que ele ordenou Zéphyrus ser varrido afastado pelo vento. Mas Melia não está convencido da inocência de Apolo e, em um dueto que é um dos destaques da obra, ordena-lhe que parte e que nunca retorne.

### Ato III
Oebalus encontrou seu filho ainda vivo, nas margens do Eurotas. Antes de fazer a alma de Hyacinthus Zephyrus disse que seu pai era o único que iniciou a unidade. Melia chegar com o novo que tenha ordenado Apollo para deixar o reino. Após Oebalus explicar que Zephyrus matou seu irmão, eles têm medo de ter permanentemente ofendido Apolo, que é proteger o reino. Ai! Que dia da catástrofe! "Eles cantam em dueto. Suas preocupações são infundadas. Apollo partido" desesperado amor por Hyacinthe "é seu amigo, e se transforma em uma flor. Perdoa Oebalus, e assegura Melia do seu amor. O rei concedeu a mão de Melia a Apollo; os três expressam sua alegria em um trio final.

## Orquestração
- 1 cravo (para recitativo secco)
- 2 oboés
- 2 trompas
- Instr.: de cordas: violinos, violas, violoncelos (para recitativo secco) e contrabaixos (para recitativo secco).